# Cristina Cosentino
Cristina Cosentino (Buenos Aires, 22 de diciembre de 1997) es una jugadora argentina de hockey sobre césped que se desempeña en la posición de arquera. Forma parte de la Selección nacional.

## Carrera deportiva
Comenzó su carrera deportiva en el Belgrano Athletic Club a los 8 años. Se desempeñó como delantera; pronto adoptó la posición de arquera. Después de desempeñarse en las categorías menores del BAC, debutó en la primera del club. Sin embargo, en busca de más minutos, abandonó el club de la capital y pasó al Club Banco Nación en 2016. En 2018, se consagró campeona del Torneo Metropolitano de Hockey de Buenos Aires, vencieron a River Plate en la final por 1-0. Así el club consiguió su primer título luego de 45 años de sequía.
En agosto de 2022, firmó contrato con la UD Taburiente de Islas Canarias, España, equipo que se desempeña en la Liga Primera Iberdrola de dicho país.
En 2014, participó en los Juegos Olímpicos de la Juventud de Nankín 2014 obtuvo la medalla de bronce tras vencer a Japón 5-2.
En 2016, Cristina hizo parte del equipo ganador de la Copa Mundial Junior de Hockey Femenino de 2016 realizado en Chile, en donde participó en la final y se consagró campeona del mundo después de derrotar 2-4 frente a Países Bajos.
En 2018 fue convocada al seleccionado mayor, haciendo su debut el 4 de mayo de 2019 frente al combinado nacional de Australia. Ingresó para la tanda de penales australianos donde Las Leonas terminaron ganando y obteniendo el punto bonus con una gran actuación de Cosentino. 
En 2019 participó de los Juegos Panamericanos donde el equipo argentino venció en la final a Canadá 5-1. 
En 2021 y 2022 formó parte del plantel ganador de la Hockey Pro League.
En 2023 integró la Selección que compitió en los Juegos Panamericanos donde ganó la medalla de oro y logró la clasificación a los Juegos Olímpicos de París 2024.
En los Juegos Olímpicos de París 2024, Cristina logró la medalla de bronce tras vencer a Bélgica por penales y teniendo una destacada actuación en el torneo.

## Premios
- Olimpia de Plata (2024)[6]